# Aspen
Aspen je mjesto u Coloradu u Pitki Countyu. 2000. godine je imao 5914 stanovnika. 
Poznato je skijaško odredište.

## Zanimljivosti
Prema institutu Forbes je Aspen najbogatiji gradić SAD-a. Prosječna cijena kuće u Aspenu je oko 1,5 milijuna američkih dolara.

## Poznate osobe
- Wiley Maple, alpski skijaš

## Vanjske poveznice
- Službena stranica